# Pase de pecho
Pase de pecho est une suite de six planches de la Tauromachie II, (série de six pointes sèches sur cuivre), réalisée en 1951 par Jean-Marie Granier à l'époque où le jeune graveur s'était vu offrir un séjour de deux ans à la Casa de Velázquez, Madrid, en Espagne.

## Contexte
L'œuvre  poursuit, après Desplante, le rapport technique visuel fidèle de Granier sur les passes de corrida qu'il exécute désormais directement depuis les gradins, pendant la lidia. Ce qui explique pourquoi l'image est inversée : la pase de pecho ou passe de poitrine s'exécute normalement l'épée dans la main droite et la muleta dans la main gauche. Le titre d'origine de la planche était : Pase de pecho avec foule au second plan, ce qui décrit assez bien la volonté de rendre compte avec exactitude. Le torero est de dos, on ne voit pas son visage. C'est une posture que l'on retrouvera dans beaucoup de passes spectaculaires : les passes de cape : Veronica (Granier), Media Veronica (Granier).

## Description
Le torero au premier plan exécute sa passe avec une certaine emphase. Il est au premier plan d'une arène dont on aperçoit à gauche la partie ombre et la partie soleil, éclatante. C'est un geste important du matador pendant la faena, Granier a repris à son compte le terme espagnole pase de pecho, plutôt que sa traduction française passe de poitrine.
Il existe un seul état  1/2 et 2/2 tiré sur Arches, petites marges et la planche est restée inachevée.  Cette planche figure au catalogue de la rétrospective 1983-1984 de l'œuvre complet de Jean-Marie Granier au Musée des beaux-arts de Nîmes.